# Алкинское сельское поселение
Алкинское сельское поселение или Алкинское муниципа́льное образова́ние — муниципальное образование со статусом сельского поселения в Куйтунском районе Иркутской области России.
Административный центр — село Алкин.

## Население
| 2010 | 2011 | 2012 | 2013 | 2014 | 2015 | 2016 |
| ---- | ---- | ---- | ---- | ---- | ---- | ---- |
| 752  | ↘748 | ↘726 | ↘718 | ↘701 | ↘655 | ↘637 |
| 2017 |      |      |      |      |      |      |
| ↘625 |      |      |      |      |      |      |

По результатам Всероссийской переписи населения 2010 года численность населения муниципального образования составила 752 человека, в том числе 362 мужчины и 390 женщин.

## Населённые пункты
В состав сельского поселения входят населённые пункты:
| № | Населённый пункт         | Тип населённого пункта | Население |
| - | ------------------------ | ---------------------- | --------- |
| 1 | Александро-Невский Завод | село                   | →29       |
| 2 | Алкин                    | село                   | ↘253      |
| 3 | Малая Кочерма            | село                   | ↘133      |
| 4 | Сулкет                   | село                   | ↘207      |
| 5 | Тобино                   | деревня                | ↘104      |